# Энди Руис — Энтони Джошуа (декабрь 2019)
Энди Руис-младший против Энтони Джошуа II (англ. Andres Ruiz Jr vs. Anthony Joshua, араб. أندي رويز جونيور ضد أنتوني جوشوا الثاني‎), также известен под названием «Столкновение на дюнах» (англ. Clash on the dunes) — профессиональный боксерский 12-раундовый поединок в тяжёлом весе за титулы чемпиона мира по версиям WBA Super, IBF, IBO и WBO, которыми обладает Энди Руис. Бой состоится 7 декабря 2019 года в Эд-Диръии, Саудовская Аравия. Для обоих боксёров этот поединок станет первым на территории Саудовской Аравии.

## Предыстория
Первый поединок между тогда ещё не побеждённым чемпионом мира по версиям WBA Super, IBF, WBO и IBO Энтони Джошуа и Энди Руисом-младшим состоялся 1 июня 2019 года в спортивном комплексе Madison Square Garden в Нью-Йорке, США. Первоначально планировалось, что 1 июня 2019 года Джошуа защитит свои титулы в поединке с Джарреллом Миллером, об этом было официально объявлено в феврале 2019 года. Однако в середине апреля 2019 года стало известно, что Джаррелл Миллер провалил несколько контрольных допинг-тестов подряд, и ему было отказано в выдаче боксёрской лицензии, из-за чего он перестал считаться следующим соперником чемпиона.

## Ход боя
Начало схватки было осторожным. Энтони Джошуа, значительно сбросивший вес после предыдущего поединка, сделал ставку на маневренный бокс с большим количеством передвижений, постоянной работой джеббом и сохранением дальней дистанции боя. Руис же, значительно прибавивший в весе со времён первого боя, был не готов бороться со существенно ускорившимся противником.
Первый раунд отметился хорошей атакой от Джошуа, который попал по Руису длинным правым прямым и нанёс мексиканцу рассечение над левым глазом. Во втором раунде Руису удалось несколько раз зацепить Джошуа джеббом. Большинство последующих раундов хоть и не изобиловали яркими моментами, но проходили под диктовку Энтони. Несмотря на низкую активность в атаке, Джошуа уверенно выигрывал бой: его немногочисленные удары, как правило, доходили до цели, в то время как Руис, уступающий Джошуа в размахе рук, испытывал очевидные проблемы с выходом на удобную для себя дистанцию боя. В случае, если Руису удавалось выйти на линию атаки, Энтони входил в клинч и таким образом 
«гасил» атакующий порыв противника. В финальном раунде Джошуа удалась хорошая атака справа, которая, однако, не потрясла мексиканца.
Бой продлился все отведенные 12 раундов. Победителем со счётом 118-110, 119-109 и 118-110 был объявлен Энтони Джошуа, вернувший себе чемпионские титулы после сенсационного прошлогоднего поражения в Нью-Йорке.

## Андеркарт
В таблице перечислены результаты всех поединков боксёров.
В каждой строке указан результат поединка. Дополнительно номер поединка обозначен цветом, который обозначает итог поединка. Расшифровка обозначений и цветов представлена в нижеследующей таблице.
| Пример | Расшифровка                     |
| ------ | ------------------------------- |
|        | Победа                          |
|        | Ничья                           |
|        | Поражение                       |
|        | Планируемый поединок            |
|        | Поединок признан несостоявшимся |
| КО     | Нокаут                          |
| ТКО    | Технический нокаут              |
| PTS    | Решение судей (по очкам)        |
| UD     | Единогласное решение судей      |
| MD     | Решение большинства судей       |
| SD     | Раздельное решение судей        |
| RTD    | Отказ от продолжения боя        |
| DQ     | Дисквалификация                 |
| NC     | Поединок признан несостоявшимся |

| Боксёр                      | Итог боя | Боксёр                 | Примечания                                                                                         |
| --------------------------- | -------- | ---------------------- | -------------------------------------------------------------------------------------------------- |
| Энди Руис-младший (33-1)    | (12)     | Энтони Джошуа (22-1)   | Бой за титул чемпиона мира в тяжёлом весе по версиям: WBA Super, WBO, IBF, IBO (1-я защита Руиса). |
| Александр Поветкин (35-2)   | (12)     | Майкл Хантер (18-1)    | |
| Филип Хргович (9-0)         | (12)     | Эрик Молина (27-5)     | Бой за титул чемпиона по версии WBC International (3-я защита Хрговича) в тяжёлом весе.            |
| Диллиан Уайт (26-1)         | (10)     | Мариуш Вах (35-5)      | |
| Магомедрасул Меджидов (1-0) | (8)      | Том Литтл (10-7)       | |
| Диего Пачеко (7-0)          | (6)      | Леван Шония (15-17)    | |
| Иван Хоуп Прайс (дебют)     | (4)      | Сведи Мохамед (12-6-2) | |